# Rasmus Würtz
Rasmus Østergaard Würtz (Skive, 18 september 1983) is een Deens voormalig voetballer die doorgaans speelde als middenvelder. Tussen 2000 en 2019 speelde hij voor Skive IK, Aalborg BK, FC Kopenhagen, Vejle BK en opnieuw Aalborg BK. Würtz maakte in 2005 zijn debuut in het Deens voetbalelftal en kwam tot twaalf interlands.

## Clubcarrière
Würtz speelde in de jeugd van Skive IK, waar hij ook debuteerde. Na meer dan twintig wedstrijden gespeeld te hebben, werd hij in 2001 aangetrokken door Aalborg BK. Hij maakte nog wel het seizoen af bij Skive. De middenvelder werd direct een belangrijke speler bij zijn nieuwe club en tijdens zijn eerste seizoen miste hij slechts één duel. Op 6 juli 2007 tekende Würtz, net als Morten Nordstrand, een vijfjarig contract bij regerend kampioen FC Kopenhagen, wat circa een half miljoen voor hem betaalde. Door blessureleed en een gebrek aan speeltijd kwam Würtz in een dip terecht. Door zijn vormdip werd hij in februari 2009 verhuurd aan degradatiekandidaat Vejle BK. In juli van datzelfde jaar werd Würtz aangetrokken door zijn oude club Aalborg, waar hij voor vier jaar tekende. In december 2012 verlengde hij zijn verbintenis met drie jaar. In januari 2016 kwamen hier nog twee seizoenen bij, waarmee zijn contract tot medio 2018 liep. Het contract van Würtz werd in februari 2018 met een jaar verlengd tot medio 2019. Na afloop van deze verbintenis zette hij een punt achter zijn actieve loopbaan.

## Interlandcarrière
Zijn debuut in het Deens voetbalelftal maakte Würtz op 2 juni 2005, toen er met 0–1 gewonnen werd van Finland door een doelpunt van Michael Silberbauer. De middenvelder moest van bondscoach Morten Olsen op de reservebank beginnen en hij viel zes minuten voor tijd in voor Jon Dahl Tomasson. De andere debutanten dit duel waren Jesper Christiansen (Viborg FF), Daniel Agger (Brøndby IF), Allan Jepsen (Aalborg BK) en Søren Larsen (Djurgårdens IF).
| Interlands van Rasmus Würtz voor Denemarken | Interlands van Rasmus Würtz voor Denemarken | Interlands van Rasmus Würtz voor Denemarken | Interlands van Rasmus Würtz voor Denemarken | Interlands van Rasmus Würtz voor Denemarken | Interlands van Rasmus Würtz voor Denemarken |
| №                                           | Datum                                       | Wedstrijd                                   | Uitslag                                     | Competitie                                  | Goals                                       |
| Als speler bij Aalborg BK                   | Als speler bij Aalborg BK                   | Als speler bij Aalborg BK                   | Als speler bij Aalborg BK                   | Als speler bij Aalborg BK                   | Als speler bij Aalborg BK                   |
| ------------------------------------------- | ------------------------------------------- | ------------------------------------------- | ------------------------------------------- | ------------------------------------------- | ------------------------------------------- |
| 1                                           | 2 juni 2005                                 | Finland – Denemarken                        | 0 – 1                                       | Vriendschappelijk                           |                                             |
| 2                                           | 16 augustus 2006                            | Denemarken – Polen                          | 2 – 0                                       | Vriendschappelijk                           |                                             |
| 3                                           | 1 september 2006                            | Denemarken – Portugal                       | 4 – 2                                       | Vriendschappelijk                           |                                             |
| 4                                           | 15 november 2006                            | Tsjechië – Denemarken                       | 1 – 1                                       | Vriendschappelijk                           |                                             |
| 5                                           | 6 februari 2007                             | Australië – Denemarken                      | 1 – 3                                       | Vriendschappelijk                           |                                             |
| 6                                           | 28 maart 2007                               | Duitsland – Denemarken                      | 0 – 1                                       | Vriendschappelijk                           |                                             |
| 7                                           | 6 juni 2007                                 | Letland – Denemarken                        | 0 – 2                                       | EK 2008 kwalificatie                        |                                             |
| Als speler bij FC Kopenhagen                |                                             |                                             |                                             |                                             |                                             |
| 8                                           | 22 augustus 2007                            | Denemarken – Ierland                        | 0 – 4                                       | Vriendschappelijk                           |                                             |
| 9                                           | 17 november 2007                            | Noord-Ierland – Denemarken                  | 2 – 1                                       | EK 2008 kwalificatie                        |                                             |
| Als speler bij Aalborg BK                   |                                             |                                             |                                             |                                             |                                             |
| 10                                          | 22 mei 2014                                 | Hongarije – Denemarken                      | 2 – 2                                       | Vriendschappelijk                           |                                             |
| 11                                          | 14 november 2014                            | Servië – Denemarken                         | 1 – 3                                       | EK 2008 kwalificatie                        |                                             |
| 12                                          | 18 november 2014                            | Roemenië – Denemarken                       | 2 – 0                                       | Vriendschappelijk                           |                                             |

## Erelijst
| Competitie          |               |               |               |               |
| Competitie          | Aantal        | Jaren         |               |               |
| FC Kopenhagen       | FC Kopenhagen | FC Kopenhagen | FC Kopenhagen | FC Kopenhagen |
| ------------------- | ------------- | ------------- | ------------- | ------------- |
| Superligaen         | 1             | 2008/09       |               |               |
| Landspokalturnering | 1             | 2008/09       |               |               |
| Aalborg BK          |               |               |               |               |
| Superligaen         | 1             | 2013/14       |               |               |
| Landspokalturnering | 1             | 2013/14       |               |               |